# Vălenii de Munte
Vălenii de Munte város Prahova megyében, Munténiában, Romániában. 

## Fekvése
A Teleajen  és a Văleanca folyók mentén 5 km hosszan,  Ploieștitől 28 km-re északra helyezkedik el.

## Történelem
1431-ben említik először, mint határváros és az itt lévő székelyek vásárát. 1907-től a település lakója Nicolae Iorga történész, egyetemi professzor, irodalmi kritikus, drámaíró, költő és politikus. Ő 1908-ban alapította meg a városban a Nyári Szabadegyetemet.
A városnak saját himnusza van, melyet a Fuego román könnyűzenei együttes zenésített meg.
A település mellett egy 20 céget magába foglaló ipari park működik (Prahova Industrial Parc), 700 embernek biztosítva munkalehetőséget.

## Lakossága
| Nemzetiségek        | 2002  | 2002   |
| ------------------- | ----- | ------ |
| Románok             | 13207 | 99,2%  |
| Romák               | 77    | 0,57%  |
| Bolgárok            | 8     | 0,08%  |
| Magyarok            | 5     | 0,03%  |
| Németek             | 4     | 0,03%  |
| Ukránok             | 2     | 0,01%  |
| Csángók             | 1     | 0,01%  |
| Lipovánok           | 1     | 0,01%  |
| Horvátok            | 1     | 0,01%  |
| Lengyelek           | 1     | 0,01%  |
| Egyéb nemzetiségűek | 2     | 0,01%  |
| Összesen            | 13309 | 100,0% |

## Testvérvárosok
- Cimișlia, Moldávia
- Eaubonne, Franciaország
- Saranda, Albánia

## Külső hivatkozások
- A város himnusza
- 2002-es népszámlálási adatok
- Adatok a településről
- asociatiaturismprahova.ro Archiválva 2016. július 12-i dátummal a Wayback Machine-ben
- Marele Dicționar Geografic al României